# ガロル
ガロル（ディベヒ語: ގަލޮޅު、英語: Galolhu）は、モルディブの首都マレにある地区のうちの一つ。面積は約0.4平方キロメートル、人口は28,484人（2022年国勢調査）。

## マレ市内での位置
ガロルは、マレ島の中央部から南部にかけて位置する。

## 施設

### 政府機関
- ガロル警察署
- 国立分類局（英語版）（旧・映画認証委員会）
- ジェンダー・家族省
- 住宅・インフラ省
- 通信庁
- 放送委員会
- マレ刑務所

### 外国公館
- パキスタン高等弁務官事務所

### 企業
- 国家電力会社（ドイツ語版）（STELCO）
- テレビジョン・モルディブ（英語版）
- ホンダ・モルディブ（英語: Honda Maldives） - 現地の販売代理店シーシャー（ディベヒ語: ޝީޝާ、英語: Sheesha）がショールーム付きの店舗を構えている[4]

### 教育機関・研究所
- イマードゥッディーン学校（英語版）
- エヴィド大学（英語版）（ディベヒ語: އެވިޑް ކޮލެޖް、英語: Avid College）
- 国立芸術センター（ディベヒ語: ނޭޝަނަލް ސެންޓަރ ފޮރ ދި އާޓްސް、英語: National Centre for the Arts）
- サイリックス大学（英語版）ガロル・キャンパス
- モルディブ・ポリテクニック（英語版）

### その他
- アメリカン・センター・マレ（ディベヒ語: އެމެރިކަން ސެންޓަރ މާލެ、英語: American Center Malé）
- ガロル国立競技場
- 国際協力機構（JICA）モルディブ支所